# Yuri Kimimasa
Yuri Kimimasa est un nom japonais traditionnel ; le nom de famille (ou le nom d'école), Yuri, précède donc le prénom (ou le nom d'artiste).

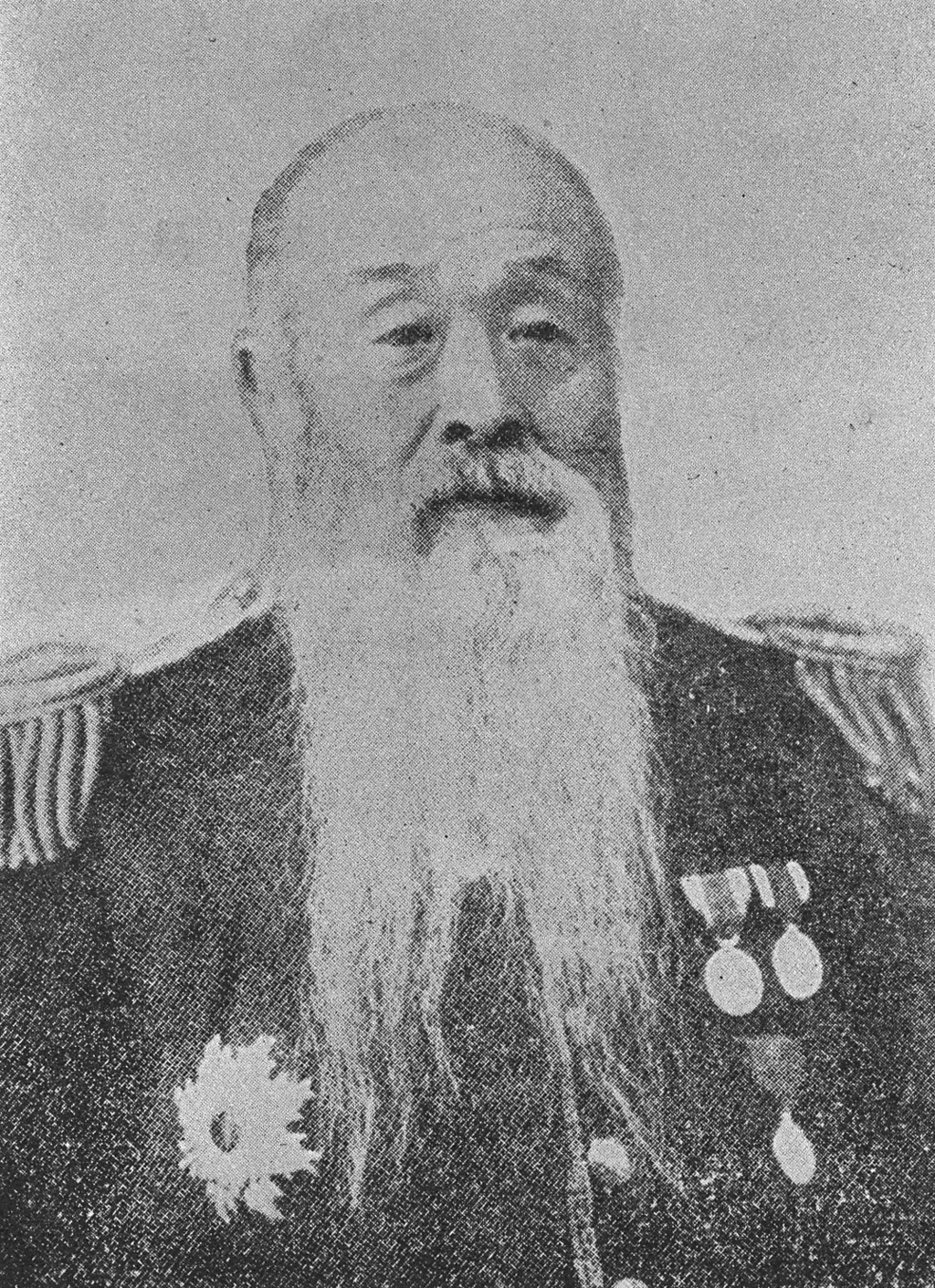
Yuri Kimimasa à la fin de sa vie.

Le vicomte Yuri Kimimasa (由利 公正), né le 11 novembre 1829 à Fukui au Japon et décédé à l'âge de 82 ans le 28 avril 1912, est un samouraï  qui devient homme politique et entrepreneur durant l'ère Meiji. Il utilisa le pseudonyme Mitsuoka Hachirō (三岡 八郎) durant la restauration de Meiji de 1868.

## Biographie
Samouraï né en 1829 à Fukui dans la province d'Echizen (actuelle préfecture de Fukui), Yuri étudie auprès du lettré Yokoi Shōnan. Il participe à la réforme financière et la modernisation du domaine de Fukui et reçoit un traitement privilégié du daimyo Matsudaira Yoshinaga grâce à ses compétences. 
Yuri rejoint le nouveau gouvernement de Meiji en tant que san'yo (conseiller supérieur) et prend en charge la politique financière et monétaire. Avec Fukuoka Takachika, il est l'un des deux principaux auteurs de la charte du serment. 
Yuri participe à l'émission des premiers billets de banque japonais en 1868
En 1871, il devient le quatrième gouverneur de Tokyo.
Yuri quitte le gouvernement l'année d'après mais est tout de même choisi pour faire partie de la mission Iwakura dans un voyage aux États-Unis et en Europe. À son retour au Japon, il rejoint Itagaki Taisuke et pétitionne pour l'établissement d'une assemblée nationale représentative. 
En 1875, il est nommé au genrōin (conseil des anciens).
En 1887, il est élevé au rang de vicomte (shishaku) selon le système de pairie kazoku. Il est nommé à la chambre des pairs de la Diète du Japon en 1890.
En 1891, Yuri quitte de nouveau le gouvernement, s'installe à Kyoto et fonde la Yurin Seimeihoken K.K., l'une des premières compagnies d'assurance-vie du Japon. L'entreprise fusionne plus tard avec la Meiji Seimei, l'ancêtre de l'actuelle compagnie d'assurance-vie Meiji Yasuda.

## Source de la traduction
- (en) Cet article est partiellement ou en totalité issu de l’article de Wikipédia en anglais intitulé « Yuri Kimimasa » (voir la liste des auteurs).